# 贝吉奥
贝吉奥（法語：Béguios）是法国比利牛斯-大西洋省的一个市镇，位于该省中部偏西，属于巴约讷区（Bayonne）。该市镇总面积11.26平方公里，2009年时的人口为270人。

## 人口
贝吉奥人口变化图示